# José Huentelaf
José Antonio Huentelaf Santana (Viña del Mar, Chile, 22 de enero de 1989) es un exfutbolista chileno que se desempeñaba como delantero. 

## Clubes
| Club                       | País  | Año       | PJ | Goles |
| -------------------------- | ----- | --------- | -- | ----- |
| Lota Schwager              | Chile | 2009-2014 | 34 | 3     |
| Universidad de Concepción  | Chile | 2014-2019 | 92 | 13    |
| → Deportes Temuco (cedido) | Chile | 2016-2017 | 29 | 0     |
| Deportes Melipilla         | Chile | 2020-2021 | 22 | 0     |

## Palmarés
Campeonatos nacionales
| Título     | Club                      | País  | Año     |
| ---------- | ------------------------- | ----- | ------- |
| Copa Chile | Universidad de Concepción | Chile | 2014-15 |

- Datos: Q6292473
- Multimedia: José Huentelaf / Q6292473